# ليتلتون (نيوزيلندا)
ليتلتون هي بلدة تقع في الجزيرة الجنوبية بالقرب من مدينة كرايستشرش.